# ليلى داميتا
ليلي داميتا (بالفرنسية: Lili Damita) (ولدت ليليان ماري مادلين كاري ؛ 10 يوليو 1904 - 21 مارس 1994) ممثلة ومغنية فرنسية أمريكية ظهرت في 33 فيلما بين عامي 1922 و 1937.

## نشأتها والتعليم
ولدت ليلي داميتا في 10 يوليو 1904 في بلاي، فرنسا، كان والدها ضابطًا. تلقت تعليمها في الأديرة ومدارس الباليه في موطنها فرنسا، وكذلك في إسبانيا والبرتغال. في سن الرابعة عشرة، التحقت كراقصة في أوبرا باريس.

## روابط خارجية
- ليلى داميتا على موقع IMDb (الإنجليزية)
- ليلى داميتا على موقع روتن توميتوز (الإنجليزية)
- ليلى داميتا على موقع ألو سيني (الفرنسية)
- ليلى داميتا على موقع أول موفي (الإنجليزية)
- ليلى داميتا على موقع قاعدة بيانات برودواي على الإنترنت (الإنجليزية)
- ليلى داميتا على موقع قاعدة بيانات برودواي على الإنترنت (الإنجليزية)
- ليلى داميتا على موقع قاعدة بيانات برودواي على الإنترنت (الإنجليزية)
- ليلى داميتا على موقع قاعدة بيانات برودواي على الإنترنت (الإنجليزية)
- ليلى داميتا على موقع قاعدة بيانات الأفلام السويدية (السويدية)
- ليلى داميتا على موقع إن إن دي بي (الإنجليزية)